# Strzelce (Giżycko)
Strzelce (deutsch Strzelzen, 1938 bis 1945 Zweischützen) ist ein Ort in der polnischen Woiwodschaft Ermland-Masuren und gehört zur Landgemeinde Lötzen im Powiat Giżycki (Kreis Lötzen).

## Geographische Lage
Strzelce liegt am Westufer des Niegocin (deutsch Löwentinsee) im nördlichen Osten der Woiwodschaft Ermland-Masuren. Die Kreisstadt Giżycko (Lötzen) liegt sechs Kilometer in nördlicher Richtung.

## Geschichte
Das nach 1785 Strzeltzen und bis 1938 Strzelzen genannte Gutsdorf wurde 1547 gegründet. 1785 wurde es als „köllmisches Gut“ mit fünf Feuerstellen genannt, 1818 ebenso mit noch vier Feuerstellen bei 49 Seelen.
Im Jahre 1874 kam das Dorf zum neu errichteten Amtsbezirk Willkassen (polnisch Wilkasy), der – 1938 in „Amtsbezirk Wolfsee“ umbenannt – bis 1945 bestand und zum Kreis Lötzen im Regierungsbezirk Gumbinnen (1905 bis 1945: Regierungsbezirk Allenstein) in der preußischen Provinz Ostpreußen gehörte.
Im Jahre 1910 zählte Strzelzen  72 Einwohner.
Aufgrund der Bestimmungen des Versailler Vertrags stimmte die Bevölkerung im Abstimmungsgebiet Allenstein, zu dem Strzeltzen gehörte, am 11. Juli 1920 über die weitere staatliche Zugehörigkeit zu Ostpreußen (und damit zu Deutschland) oder den Anschluss an Polen ab. In Strzeltzen stimmten 60 Einwohner für den Verbleib bei Ostpreußen, auf Polen entfielen keine Stimmen.
Am 30. September 1928 gab das Dorf seine Eigenständigkeit auf und wurde in die Landgemeinde Willkassen eingemeindet. Am 3. Juni (offiziell bestätigt am 16. Juli) des Jahres 1938 erhielt Strzelzen aus politisch-ideologischen Gründen der Abwehr fremdländischer Ortsnamen die Umbenennung in „Zweischützen“.
In Kriegsfolge kam das Dorf 1945 mit dem gesamten südlichen Ostpreußen zu Polen und erhielt die polnische Namensform „Strzelce“. Der Ort gehört heute zum Schulzenamt (polnisch sołectwo) Wilkasy innerhalb der Gmina Giżycko (Landgemeinde Lötzen) im Powiat Giżycki, vor 1998 der Woiwodschaft Suwałki, seither der Woiwodschaft Ermland-Masuren zugeordnet.

## Kirche
Bis 1945 war Strzelzen resp. Zweischützen in die Evangelische Pfarrkirche Lötzen in der Kirchenprovinz Ostpreußen der Kirche der Altpreußischen Union und in die Katholische Pfarrkirche St. Bruno Lötzen im Bistum Ermland eingepfarrt. Der kirchliche Bezug zur Kreisstadt ist bis heute geblieben.

## Verkehr
Strzelce liegt an der Woiwodschaftsstraße 643, die von Wilkasy in südlicher Richtung bis nach Olszewo (Olschewen, 1938 bis 1945 Erlenau) im Powiat Mrągowski (Kreis Sensburg) verläuft. Eine Bahnanbindung besteht nicht.

## Skisprungschanze
1933/34 wurde von der Lötzener Skivereinigung im Strzelzer Wald eine Skisprungschanze gebaut. So konnten 1934 hier die ostpreußischen Skimeisterschaften ausgetragen werden.